# Connarus nicobaricus
Connarus nicobaricus là một loài thực vật có hoa trong họ Connaraceae. Loài này được King mô tả khoa học đầu tiên năm 1897.